# Малиновский, Михаил Елисеевич
Михаил Елисеевич Малино́вский (1914—1974) — младший лейтенант Советской Армии, участник Великой Отечественной войны, Герой Советского Союза (1943).

## Биография
Родился 3 октября 1914 года в крестьянской семье в селе Чернолучье. После окончания четырёх классов Чернолучинской сельской школы трудился в своём хозяйстве, затем в колхозе.
Получив профессию кузнеца, с 1932 года работал на омском заводе "Красный пахарь" кузнецом-инструментальщиком. Там же, на заводе, в 1934 году вступил в комсомол.
В июле 1941 года был призван на службу в Рабоче-крестьянскую Красную Армию, прошел обучение, в марте 1942 года вступил в первый бой на Центральном фронте в должности командира отделения.
В 1943 году был принят в ВКП(б).
Был ранен в сражении на Орловско-Курской дуге, после выздоровления вернулся в действующую армию. Отличился в боях за освобождение города Добрянка, а также н.п. Андреевка и Сергеевка Добрянского района Черниговской области.
1 августа 1943 года в бою за деревню Топково Орловской области уничтожил ручными гранатами четыре огневые точки гитлеровцев.
К октябрю 1943 года старшина Михаил Малиновский командовал отделением 188-го стрелкового полка 106-й стрелковой дивизии 65-й армии Центрального фронта. 
Отличился во время битвы за Днепр, он одним из первых переправился через Днепр в районе посёлка Лоев Лоевского района Гомельской области Белорусской ССР и установил красное знамя на западном берегу.
14 октября 1943 года Малиновский обратился с просьбой к командованию разрешить его взводу первым форсировать реку. Просьбу удовлетворили, и в два часа ночи 15 октября 1943 года взвод начал переправу на заранее построенном плоту на участке левее совхоза "Днепровская коммуна". Первую половину пути солдаты преодолели незамеченными, так как правее проводилась ложная подготовка к переправе. И только вблизи правого берега стрелки были обнаружены. Противник открыл артиллерийско-минометный огонь. В 30 метрах от берега плот был разбит, однако Малиновский со своими солдатами вплавь добрался до берега. Они уничтожили боевое охранение, захватили и расширили плацдарм для наступления. 
Несмотря на сильный миномётный огонь противника, за всё время переправы через реку отряд Малиновского не понёс ни одной потери. В боях на плацдарме отделение Малиновского участвовало в отражении большого количества вражеских контратак.
Указом Президиума Верховного Совета СССР от 30 октября 1943 года за «образцовое выполнение боевых заданий командования на фронте борьбы с немецкими захватчиками и проявленные при этом мужество и героизм» старшина Михаил Малиновский был удостоен высокого звания Героя Советского Союза.
Окончил курсы младших лейтенантов. В 1946 году был уволен в запас.
Вернулся в Омск, работал слесарем на Сибзаводе.
Умер 12 мая 1974 года, похоронен на Старо-Северном кладбище Омска.

## Награды
- медаль «Золотая Звезда»[2] (№ 1619)[4]
- орден Ленина[2][4]
- медали[2][4]

## Память
- Пионерский отряд имени Героя Советского Союза Михаила Елисеевича Малиновского в пгт. Чернолучье Омской области[3].